# Javina prošlost
Javina prošlost je epizoda Marti Misterije objavljena u #52 obnovljene edicije Zlatne serije, koju je 2018. godine pokrenuo Veseli četvrtak. Sveska je izašla 28. decembra 2023. godine i koštala 790 dinara (6,74 €, 7,45 $). Epizoda je imala ukupno 150 strana.

## Originalna epizoda
Epizoda objavljena je premijerno u Italiji u redovnoj ediciji pod nazivom Java contra Java 1.8.1991 u broju 113.   Scenario je napisao Alfredo Kasteli, a nacrtali braća Espozito. Naslovnu stranu je nacrtao Đankarlo Alesandrini.

## Kratak sadržaj
Java se sukobljava sa drugim Neandertalcem, koji potiče iz istog sela i odgovornan je za istrebljenje Javine porodice.
Prolog, godina 1978. Marti se kao mladić nalazi na ekspediciji u Mongoliji u pustinji Sobi, gde mu pripadnici lokalnog plemena pokazuju prolaz do drevnog dvorca (za koji se kasnije ispostavlja da je Grad prozirnih senki). Tamo živi pleme Neandertalaca, gde Marti po prvi put sreće Javu. Kada Marti završi posetu, Java ga moli da pođe sa njim. Kasnije u epizodi saznajemo da je Java morao da prođe kroz veliki broj komplikovanih administrativnih procedura da bi mogao da dobije američko državljanstvo i ostane u Americi.
Glavna radnja: Nekoliko decenija kasnije, Java nakon pročitanih jutarnjih novina odlučuje da užurbano napusti Nju Jork i Ameriku, ne obavestiviši Martija i Dijanu o tome. Marti kreće da istražuje iznenadan Javin odlazak i saznaje da je avionom otputovao u Meksiko, a prethodno sa bankovnog računa podigao 45.000 dolara. Marti saznaje da je Java čitao strip o Aleku Kvotejmenu u kome se takođe pojavljuje Neandertalac po imenu Java. Marti i Dijana kreću u Meksiko siti da posete autora stripa, ali saznaju da je on ubijen. Scenarista Kasteljo im objašnjava da je strip nastao kao posledica priče Rudnici Cara Solomona, lik Kvotermejna po uzoru na glumca Džejmsa Koburna, a sam Java po uzoru na realnu osobu po imenu Java, koji je došao iz Mongolije i nađen u cirkusu. Kasnije je postao ugledan građanin. Marti na kraju otkriva da je taj Java negdašnji poglavica plemena Neandertalaca (Java na lokalnom jezik znači poglavica), te da je pobio porodicu Martijevog Jave, a onda pobegao iz sela. Javin odlazak sa Martijem je bio motivisan željom da pronađe prvog Javu i osveti mu se za ubistvo porodice. Martijev Java ga na kraju nalazi kao gospodara kartela droge pod imenom El Hefe.

## Nastavak serijala iz bivše Jugoslavije
Poslednja sveska Marti Misterije u SR Jugoslaviji pod nazivom Alisejsko ostrvo (#107) objavljena je 1994. godine. Ova epizoda nikada nije završena. Da je objavljena sledeća sveska, epizoda Javina prošlost bi započela u njoj. (U to vreme je za Boneli bilo normalno da se u jednoj svesci završi jedna epizoda i počne druga.)

## Strip Alan Kvotermejn
Alanu Kvotermejn je glavni junak knjige Rudnici kralja Solomona iz 1885. godine. Strip o Alanu Kvotermejnu izlazio je u Italiji početkom osamdesetih godina i predstavlja neposredni uzor za nastanak stripa Marti Misterije. 

## Ostali stripovi koji se pojavljuju u epizodi
Java čita strip odeljak Daily Newsa u kome se pojavljuju sledeči stripovi: Dante’s Inferno od Marcela Littletonyja, te Uncle Boris od Castlea i Bigpearsa.

## Prethodna i narendna sveska obnovljene Zlatne serije
Prethodna sveska Zlatne serije bila je epizoda Teksa Vilera pod nazivom Karsonova prošlost (#51), a naredna epizoda Mister Noa pod nazivom Bilo jednom u Nju Jorku (#53).
Spisak epizoda obnovljene edicije Zlatna serija.